# Campeonato da Europa de Atletismo de 2014 - Lançamento de martelo masculino
A prova do lançamento de martelo masculino do Campeonato da Europa de Atletismo de 2014 foi disputada entre os dias 14 e 16 de agosto de 2014 no Estádio Letzigrund em Zurique, na Suíça. 

## Recordes
Antes desta competição, os recordes mundiais e do campeonato nesta prova eram os seguintes:
|                       | Nome         | Nacionalidade   | Distância | Local     | Data                 |
| --------------------- | ------------ | --------------- | --------- | --------- | -------------------- |
| Recorde mundial       | Yuriy Sedykh | União Soviética | 86m74cm   | Estugarda | 30 de agosto de 1986 |
| Recorde do campeonato | Yuriy Sedykh | União Soviética | 86m74cm   | Estugarda | 30 de agosto de 1986 |
| Recorde europeu       | Yuriy Sedykh | União Soviética | 86m74cm   | Estugarda | 30 de agosto de 1986 |

## Medalhistas
| Ouro                 | Prata              | Bronze                |
| Krisztián Pars (HUN) | Paweł Fajdek (POL) | Sergej Litvinov (RUS) |

## Cronograma
Todos os horários são locais (UTC+2).
| Data         | Hora  | Evento       |
| ------------ | ----- | ------------ |
| 14 de agosto | 10:07 | Qualificação |
| 16 de agosto | 15:00 | Final        |

## Resultados

### Qualificação
Qualificação: Desempenho de 75.0 m (Q) ou os 12 melhores qualificados (q).
| Posição | Grupo | Atleta             | Nacionalidade | #1    | #2    | #3    | Resultados | Notas                |
| ------- | ----- | ------------------ | ------------- | ----- | ----- | ----- | ---------- | -------------------- |
| 1       | B     | Paweł Fajdek       | Polónia       | x     | 77.45 |       | 77.45      | Q                    |
| 2       | B     | Serghei Marghiev   | Moldávia      | 73.46 | x     | 76.25 | 76.25      | Q                    |
| 3       | A     | Marcel Lomnický    | Eslováquia    | 74.98 | 77.06 |       | 77.06      | Q                    |
| 4       | A     | Sergej Litvinov    | Rússia        | 76.12 |       |       | 76.12      | Q                    |
| 5       | A     | Primož Kozmus      | Eslovênia     | 75.87 |       |       | 75.87      | Q                    |
| 6       | B     | David Söderberg    | Finlândia     | 69.71 | 75.83 |       | 75.83      | Q                    |
| 7       | B     | Pavel Kryvitski    | Bielorrússia  | 72.87 | 75.44 |       | 75.44      | Q                    |
| 8       | A     | Szymon Ziółkowski  | Polónia       | 71.97 | 74.54 | 74.93 | 74.93      | q                    |
| 9       | A     | Krisztián Pars     | Hungria       | 74.44 | x     | x     | 74.44      | q                    |
| 10      | A     | Tuomas Seppänen    | Finlândia     | x     | 72.88 | 74.37 | 74.37      | q                    |
| 11      | B     | Nicola Vizzoni     | Itália        | 70.10 | 74.26 | 71.26 | 74.26      | q                    |
| 12      | B     | Pavel Bareisha     | Bielorrússia  | 72.07 | 70.41 | 73.85 | 73.85      | q                    |
| 13      | B     | Lukáš Melich       | Chéquia       | 72.42 | 70.32 | 73.48 | 73.48      |                      |
| 14      | B     | Kristóf Németh     | Hungria       | 71.64 | 72.38 | 73.33 | 73.33      |                      |
| 15      | A     | Javier Cienfuegos  | Espanha       | 71.53 | 72.31 | 72.55 | 72.55      |                      |
| 16      | B     | Ákos Hudi          | Hungria       | 71.82 | x     | 72.53 | 72.53      |                      |
| 17      | A     | Eivind Henriksen   | Noruega       | 70.15 | 72.30 | 72.31 | 72.31      | Recorde da temporada |
| 18      | A     | Siarhei Kalamoyets | Bielorrússia  | 72.14 | x     | 70.94 | 72.14      |                      |
| 19      | B     | Dzmitry Marshyn    | Azerbaijão    | 69.15 | x     | 71.42 | 71.42      |                      |
| 20      | B     | Markus Johansson   | Suécia        | 69.21 | 67.91 | 67.10 | 69.21      |                      |
| 21      | A     | Martin Bingisser   | Suíça         | 64.37 | 64.62 | 64.40 | 64.62      |                      |
| 22      | A     | Yevhen Vynohradov  | Ucrânia       | x     | x     | x     | NM         |                      |

### Final
| Posição           | Atleta            | Nacionalidade | #1    | #2    | #3    | #4    | #5    | #6    | Resultados | Notas                |
| ----------------- | ----------------- | ------------- | ----- | ----- | ----- | ----- | ----- | ----- | ---------- | -------------------- |
| Medalha de ouro   | Krisztián Pars    | Hungria       | 78.11 | 78.45 | 82.18 | 78.36 | 81.69 | 82.69 | 82.69      | Melhor marca do ano  |
| Medalha de prata  | Paweł Fajdek      | Polónia       | x     | 78.48 | x     | x     | 82.05 | x     | 82.05      |                      |
| Medalha de bronze | Sergej Litvinov   | Rússia        | 77.33 | 77.09 | x     | x     | 79.35 | x     | 79.35      | Recorde da temporada |
| 4                 | Pavel Kryvitski   | Bielorrússia  | x     | 76.48 | x     | x     | 78.05 | 78.50 | 78.50      |                      |
| 5                 | Szymon Ziółkowski | Polónia       | 75.71 | 76.98 | x     | 76.54 | 77.36 | 78.41 | 78.41      | Recorde da temporada |
| 6                 | Primož Kozmus     | Eslovênia     | 77.45 | 77.46 | 75.46 | x     | x     | x     | 77.46      | Recorde da temporada |
| 7                 | Marcel Lomnický   | Eslováquia    | 73.21 | 76.23 | 75.42 | 76.89 | x     | x     | 76.89      |                      |
| 8                 | David Söderberg   | Finlândia     | 75.01 | 76.55 | 75.87 | x     | 70.88 | 72.56 | 76.55      |                      |
| 9                 | Serghei Marghiev  | Moldávia      | 74.33 | 75.06 | 75.18 |       |       |       | 75.18      |                      |
| 10                | Pavel Bareisha    | Bielorrússia  | x     | 74.73 | 73.73 |       |       |       | 74.73      |                      |
| 11                | Nicola Vizzoni    | Itália        | 72.75 | 73.68 | 73.94 |       |       |       | 73.94      |                      |
| 12                | Tuomas Seppänen   | Finlândia     | 68.74 | 73.05 | 73.70 |       |       |       | 73.70      |                      |

Legenda
| Recorde mundial       | Recorde mundial (World record)               |                       | Recorde africano                      | Recorde africano (African) |                                           | Q | Classificado por posição (Qualified) |
| Recorde do campeonato | Recorde do campeonato (Championship record)  | Recorde da América    | Recorde da América (Americas)         | q                          | Classificado por melhor tempo (Qualified) |   |                                      |
| Melhor marca do ano   | Melhor marca do ano (World leading)          | Recorde asiático      | Recorde asiático (Asian)              | DNS                        | Não largou (Did not start)                |   |                                      |
| Recorde nacional      | Recorde nacional (National record)           | Recorde europeu       | Recorde europeu (European)            | DNF                        | Não terminou (Did not finish)             |   |                                      |
| Recorde pessoal       | Recorde pessoal do atleta (Personal best)    | Recorde da Oceania    | Recorde da Oceania (Oceania)          | DSQ / DQ                   | Desclassificado (Disqualified)            |   |                                      |
| Recorde da temporada  | Recorde da temporada do atleta (Season best) | Recorde sul-americano | Recorde sul-americano (South America) | NM                         | Sem marca (No mark)                       |   |                                      |